# Composers’ Orchestra Berlin
Das Composers’ Orchestra Berlin (C.O.B.) ist ein 2010 unter der Leitung von Hazel Leach gegründetes 15-köpfiges Orchester. Es spielt ausschließlich Kompositionen der Orchestermitglieder und bewegt sich stilistisch zwischen Jazz, Neoklassik, Weltmusik und experimenteller Musik.

## Besetzung
Das Orchester ist besetzt mit drei Holzbläsern (Saxophone mit Doublings auf Querflöte oder Klarinette), drei Blechbläsern (Trompete, Posaune, Tuba), vier Streichern (Violine 1 und 2, Viola, Cello) sowie Rhythmusgruppe (Gitarre, Klavier, Kontrabass, Schlagzeug).
Die meisten Orchestermitglieder sind sowohl Komponisten als auch improvisierende Musiker, sodass das Orchester in der Lage ist, in der Tradition des Jazz auch improvisierte Teile zu spielen.

## Geschichte
Das Orchester spielt in den über 10 Jahren seines Bestehens regelmäßige monatliche Konzerte in seiner Stamm-Spielstätte, der Kunstfabrik Schlot in Berlin-Mitte. 2019 und 2023 war es auf Deutschlandtour. Für JazzHausMusik Köln sind fünf CDs entstanden: „Free Range Music“ und "Holding Pattern" mit Kompositionen der Orchestermitglieder, „Postcard Collection“ mit Kompositionen von Hazel Leach, „Vanishing Points“ mit Kompositionen von Bassist Dirk Strakhof und „Exoplanet“ mit Kompositionen von Saxophonist Christian Korthals. Außerdem hat das C.O.B. die Romanvorlage „Spazieren in Berlin“ von Franz Hessel für eine Radioreihe des rbb vertont und als Hörbuch herausgebracht.
Laut seiner Gründerin Hazel Leach ist das Ziel des Orchesters, „eine multiple Plattform für Jazzkomponisten auf höchstem Niveau“ zu sein, wobei sie den Begriff Jazz bewusst vermeidet, da „solche Schubladen für Komponisten total ekelhaft“ seien.

## Förderungen und Auszeichnungen
Das C.O.B. wurde von der „Initiative Musik“ gefördert und erhält aktuell eine Basisförderung des Berliner Senats. Die aktuelle CD Vanishing Points war „CD der Woche“ beim NDR.

## Diskographie
- Free Range Music. JazzHausMusik, 2014.
- Franz Hessel: Spazieren in Berlin. Buchfunk, 2014.
- Postcard Collection (Hazel Leach). JazzHausMusik, 2018.
- Vanishing Points (Dirk Strakhof). JazzHausMusik, 2020.
- Holding Pattern. JazzHausMusik, 2022.
- Exoplanet (Christian Korthals). JazzHausMusik, 2023.